# Diguir
Diguir est une localité du Cameroun située dans l'arrondissement de Bogo, le département du Diamaré et la région de l’Extrême-Nord. Elle fait partie du lawanat de Madaka.

## Population
En 1975, la localité comptait 436 habitants, 399 Peuls et 37 Massa.
Lors du recensement de 2005, on y a dénombré 929 personnes.